# 一丈木ため池
一丈木ため池（いちじょうぎためいけ）は、秋田県仙北郡秋田県仙北郡美郷町一丈木にあるため池である。総貯水容量は75万3000立方メートル、有効貯水容量は73万8000立方メートル。
2010年（平成22年）3月25日に農林水産省のため池百選に選定された。

## 概要
一丈木ため池の構築は不明であるが、一級河川雄物川水系赤倉川にあり1970年（昭和45年）～1973年（昭和48年）「県営ため池等整備事業」（大規模老朽ため池事業一丈木地区）を行い更に2009年（平成21年）から「基幹水利ストックマネジメント事業」にて改修工事中である。

## 周辺
明治30年代半ばに植樹された約300本のソメイヨシノが湖畔に桜並木を作り、一丈木公園は一面芝生で覆われ住民の憩いの場となっている。また、湖畔に映える真昼岳は「秋田30景」にも選定されている。

## 自然・環境保全
鳥類や魚類も多いが特にヤマメが多くブラックバス等の外来種は確認されていない。近隣の小学校の野外学習が何度も行われている。

## アクセス

### 道路
- 秋田県道50号大曲田沢湖線一丈木